# Euclid (软件)
Euclid，是一套電腦輔助設計軟體，由法国马特拉集團子公司馬特拉資料視覺於1980年代所开发。1996年，馬特拉發表在CAS.CADE平台開發的新一代軟體EUCLID QUANTUM。1998年，馬特拉資料視覺轉型為軟體服務供應商，而QUANTUM系統軟體，包括Euclid Styler與Euclid Machinist等，則由達棱系統公司併購。
1999年，馬特拉資料視覺將CAS.CADE公開成為開源軟體Open CASCADE。

## 版本历史
- Euclid-IS
- Euclid3 1995年
- Euclid Machinist